# Lamprops fasciatus
Lamprops fasciatus är en kräftdjursart som beskrevs av Georg Ossian Sars 1863. Lamprops fasciatus ingår i släktet Lamprops och familjen Lampropidae. Arten är reproducerande i Sverige. Inga underarter finns listade i Catalogue of Life.

## Bildgalleri

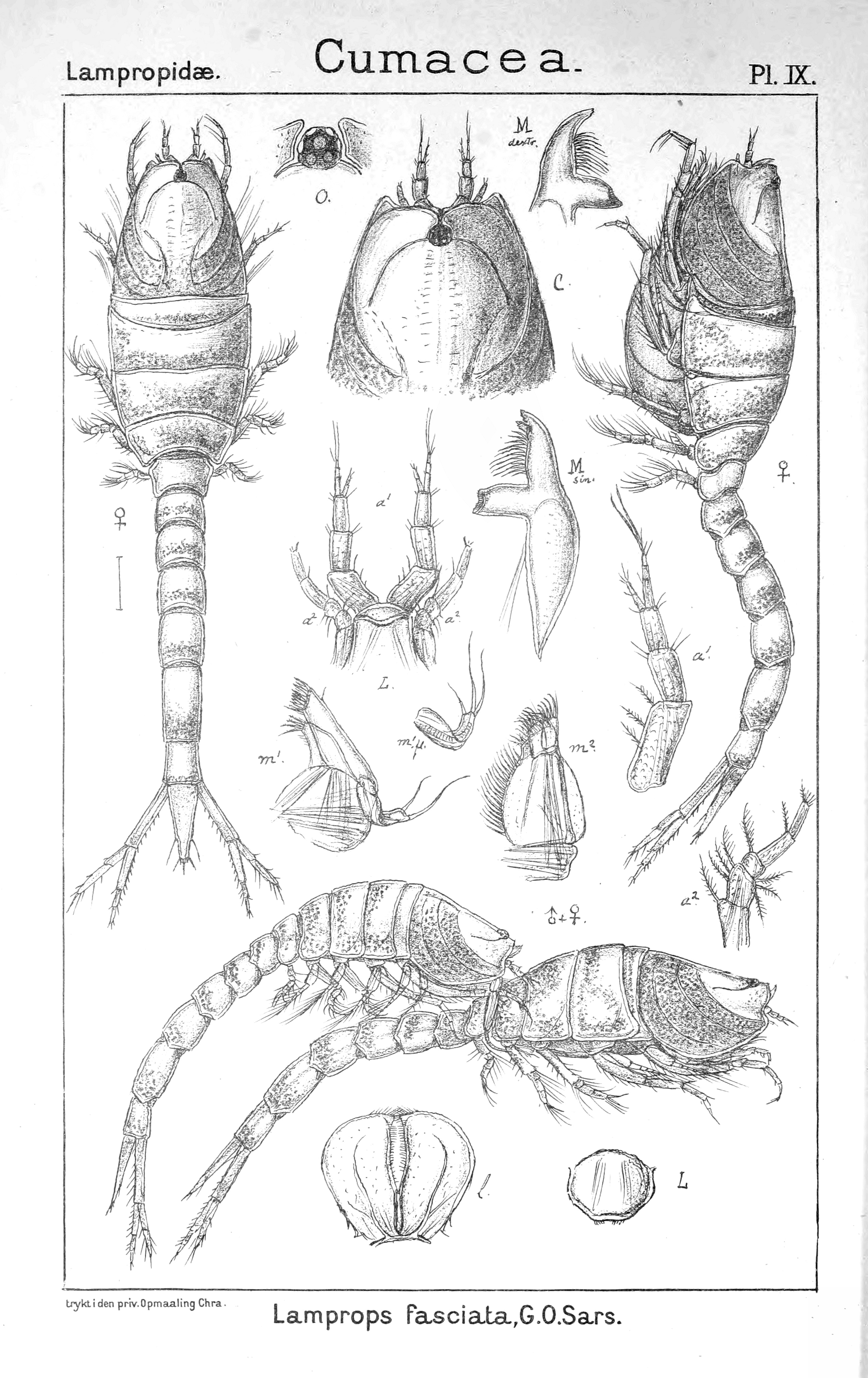
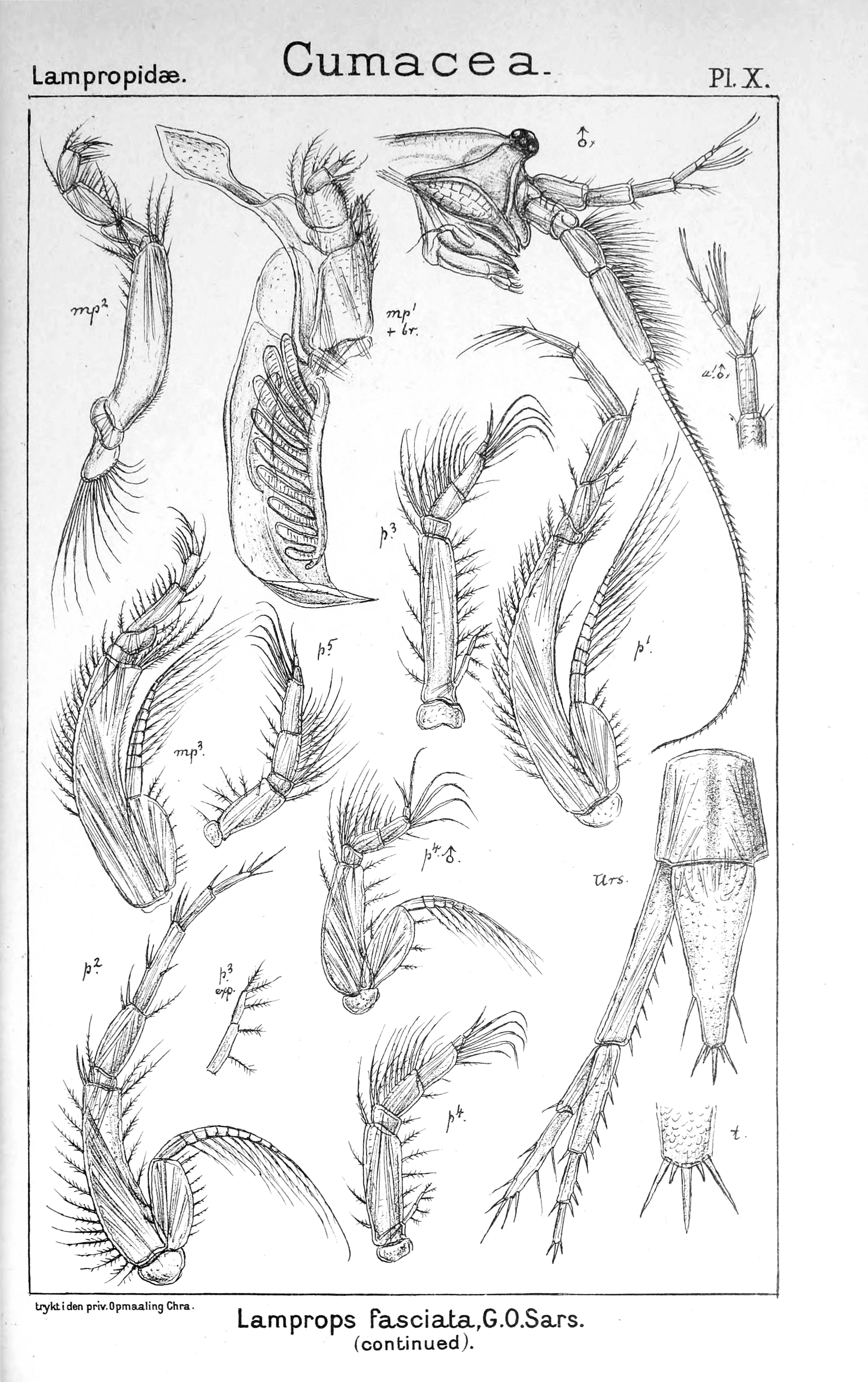